# Tugendbund

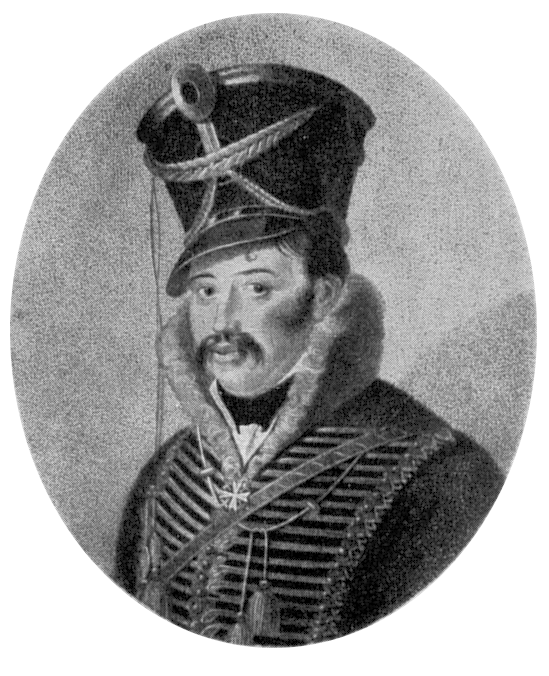
Ferdinand von Schill

Tugendbund (em português: a União e Virtude), foi uma associação de patriotas surgida no Reino da Prússia em 1807,após o Tratado de Tiltsit. Seu objetivo era promover a regeneração moral, e preparar a sociedades para tempos melhores.
Entre seus ideais estavam a super valorização das escolas e universidades e do aprendizado das ciências física e moral.
Não houve graus, segredos, sinais ou formas de iniciação. Qualquer prussiano de bom carácter poderia se tornar um sócio, prometendo, por escrito, promover os objetos da sociedade, e ser fiel à família reinante.
O Governo de Friedrich Wilhelm III, através dos esforços do Barão de Stein, reconheceu formalmente a sua existência.
O Barão de Stein, então ministro, e grande incentivador da sociedade Tugendbund, assegura sua existência até deixar o ministério. Assumindo o ministério, Major Von Schill, logo vem a quebrar o tratado entre a Prússia e Napoleão Bonaparte, atacando os franceses.
Embora os revoltosos não tenham encontrado apoio na sociedade Tudendbund, induzido pelos franceses, o Rei Friedrich Wilhelm III, vem a abolir em 1808.
Professor de Leipsic Krug, que era um membro da Tugendbund,escreveu: "Das Wesen und des Wirlien sogenannten Tugendbundes und anderer angeblichen Biinde" (Leipsic, 1816)